# Liodrosophila lucida
Liodrosophila lucida är en tvåvingeart som först beskrevs av Seguy 1938.  Liodrosophila lucida ingår i släktet Liodrosophila och familjen daggflugor.
Artens utbredningsområde är Kenya. Inga underarter finns listade i Catalogue of Life.